# CC클래스
CC클래스는 대한민국에서 시작한 언더백 기업과 스타트업 경영자들의 모임이다 . CC클래스의 첫번째 C는 Creative, Convergence, Collaboration, Category 등을 상징하며. 두번째 C는 Champion을 뜻한다. 특정 카테고리, 즉 산업 분야에서 챔피언 기업이 되는 기업들의 모임이라는 뜻을 가지고 있다. 창조적이고 차별화되며 성장 가능성이 있는 기업들이 모여 서로 연결하고 함께 하는 모임이다. 모임의 시작은 주로 크리스천 기업들이 시작했으나 지금은 이 후 다양한 성격의 기업들이 참여하고 있다. 월간 모임을 중심으로 운영되고 있으며 매 월 월간 모임과 비즈단위별 코칭모임, 그리고 연례 행사로 CC컨퍼런스를 개최하고 있다. 초기에는 서울에서 시작했던 커뮤니티가 현재 인천, 대구, 창원에서도 형성되어 운영되고 있다.

### 운영 방식
CC클래스는 매 월 정기 모임을 통해 지식을 나누고 회원들 간에 친목을 다지고 있다. 월간 모임은 저녁 7시부터 10시까지 진행하는데 인사이트 토크와 인톡북톡, 그리고 비즈토크 시간으로 진행한다. 인사이트 토크는 매 달 한 명의 게스트를 초청하여 지식을 나누는 것이고, 인톡북톡은 매 달 선정된 도서를 나누고 적용점을 찾는 시간이다.
1. 인사이트 토크: 인사이트 토크는 기본적으로 경영에 성취를 이룬 선배를 초청하여 모임에서 그 스토리를 듣는 시간이다. 자신의 성공 경험을 나누고 현장에서 질의 응답 시간을 갖는다. 사회자가 별도로 있어서 단순 강의에 그치지 않고 즉석에서 진행하는 참여자 토크를 통해 입체적인 지식과 적용점을 찾고자 노력하고 있다. 배달의 민족의 한명수 이사, 메타브랜딩의 박항기 대표, 거룩한153의 신효철 대표, 이랜드서비스의 이인석 대표, DY대표 및 착한경영연구소 소장인 김용진 대표[7] 등이 인사이트 토크의 게스트로 초청되었었다. 게스트 선정 기준은 1) 경영에 성취를 이룬 스토리를 가진 분, 2) 한 분야에 전문가로 인정 받는 분, 3) CC클래스의 친구가 되어 함께 갈 수 있는 분이라고 한다.
  - 토크 in 토크, 비즈니스는 사랑이다: CC클래스와 함께하는 경영자들을 선정하여 그들의 비즈니스를 커뮤니티에 소개하는 시간이다. 선정된 기업들은 홍보테이블을 통해 상품과 서비스를 안내할 수 있다.
2. 북 토크: 북 토크는 책을 주제로 적용점을 나누는 시간이다. 경제/경영 분야의 도서 중 경영자들을 위한 도서를 매월 1권씩 선정하여 북 토크 시간에 토의를 한다. 책의 내용을 요약하기 보다 책이 던지는 주제를 가지고 적용점에 대한 토의를 하는 시간이다. 약 1시간 동안 책에서 주는 컨셉에 대해서 토의하고 각 자의 생각을 나누는 시간이다.
3. 챕터별 모임: 챕터별 모임은 소그룹 나눔 시간이다. 한 달 동안 각자의 비즈니스 근황을 나누고 감사제목과 공약을 나누는 시간이다. 챕터는 산업별로 구성되어 있다. 약 30분간 나누는 이 시간을 통해서 서로의 경영에 성취나 어려움을 나누고 격려하는 시간이다.

### 역사
CC클래스는 2018년 5월 서울에서 개최된 CC컨퍼런스를 기점으로 시작했다. 서울 신촌 히브루스에서 모인 이 모임에는 언더백기업과 스타트업 등 성장 가능성이 높은 기업들이 모여서 브랜딩과 마케팅, 그리고 기업 경영에 대한 지식과 노하우를 나누는 시간을 가졌다. 약 140여 명이 모인 이 자리에서 팔로업 모임이 CC클래스가 시작되었다. 이 행사를 주관한 경영 컨설팅 기업인 (주)가인지캠퍼스는 CC컨퍼런스 후에 진행된 자문단 회의에서 자사에서 진행하던 가인지 경영 포럼을 CC클래스로 통합하기로 결의하고 기존에 모임을 CC클래스로 명칭을 바꾸어 진행하기로 했다. 대한민국의 서울과 인천, 대구, 창원 등에서 운영되고 있으며, 해외에는 중국의 심양과 상해, 이우, 그리고 인도네시아의 자카르타, 터키, 브라질, 뉴욕 등에서 온 오프라인으로 운영되고 있다.

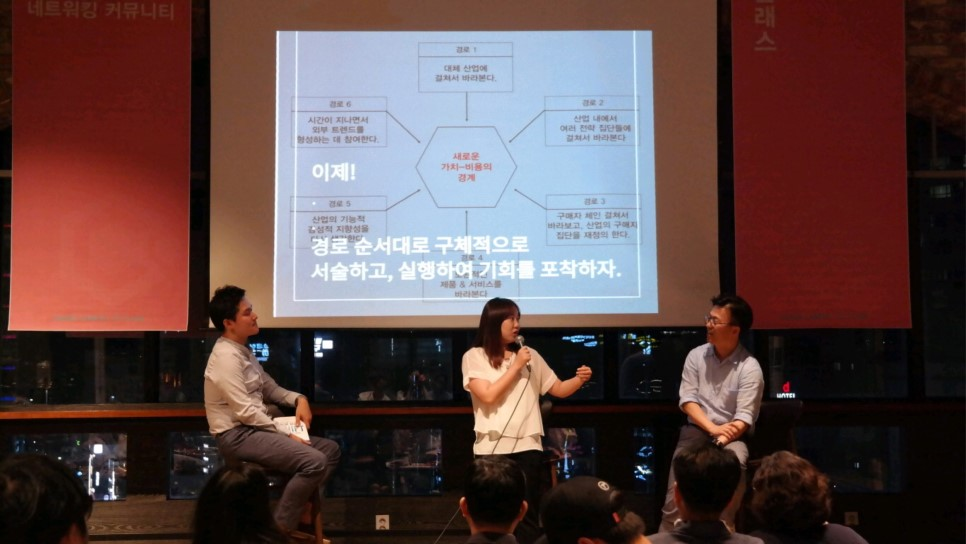
CC클래스 인톡북톡 시간에 회원들과 책의 적용점을 나누고 있다.

### 자문멘토단
CC클래스는 월간 모임 외에 비즈별 코칭모임을 진행한다. 이 모임에는 각계 각 층의 자문 멘토단이 자비량으로 봉사하고 있다. 자문 멘토단의 대표인 직장사역연구소 방선기 목사는 영성 멘토로서 봉사하고 있으며, 바이텍 시스템즈의 이백용 회장은 코칭 멘토로서 봉사하고 있다. 또한 이랜드서비스의 이인석 대표는 지식멘토로서 봉사하고 있다. 이 외에 약 11명의 자문 멘토가 자비량으로 비즈별 코칭모임을 운영해 주고 있다. CC클래스에는 코칭모임을 운영하는 멘토 외에 비정기적인 조언을 하는 후원멘토단이 있다. 이 들은 정기적인 미팅을 주선하지는 않지만 비정기적으로 조언과 재정 후원으로 이 모임을 지지해 주고 있다. 또한 CC클래스 운영진은 대한민국에서 시작한 '다음 세대의 영적 비즈니스 리더를 양성한다.'는 사명을 가진 자선단체인 '바톤터치'와의 협력으로 자문 멘토단을 구성하고 있다.

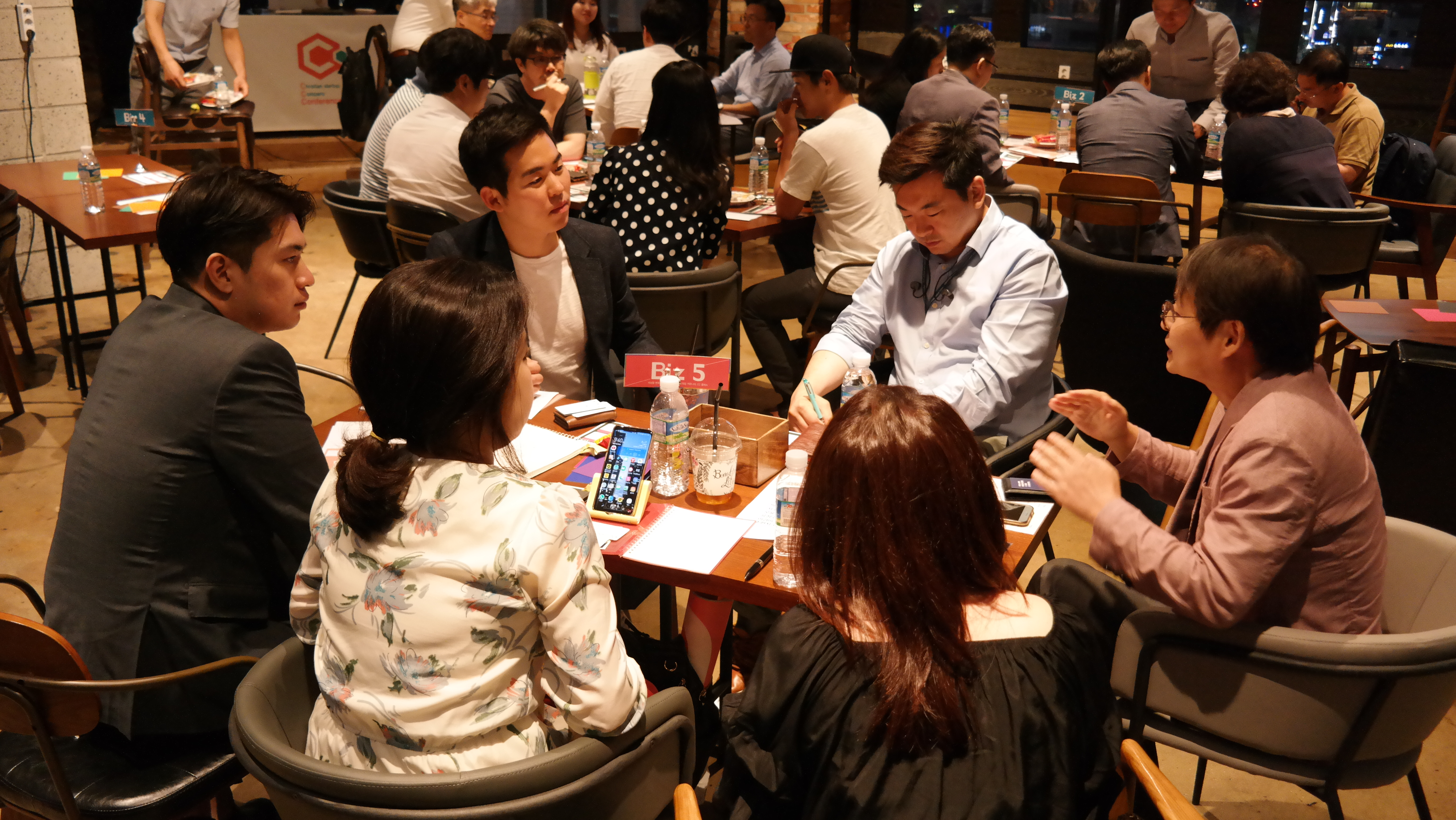
CC클래스 비즈토크에서 회원들이 나눔을 하고 있다.

### CC코칭모임
CC클래스 회원을 대상으로 진행하는 소그룹 코칭모임이다. CC클래스 자문멘토단 중에서 코치로 섬기는 멘토를 중심으로 진행된다. 코칭모임은 회원 경영자의 선택에 의해 정해지는데 한 달에 한번 모이는 것이 통상적이며 모임의 장소는 회원 기업을 돌아가면서 하거나 코치의 사업장에서 하는 것이 통상적이다. 모임에서는 코치가 자신의 경험을 강의로 해 주고 나면 참여자들이 질문하는 형태로 진행한다. 어떤 경우에는 별도의 강의 없이 참여 경영자들의 질문과 코칭으로 진행되기도 한다. CC코칭모임은 1년 단위로 정해지고 멘토를 재선정하거나 다른 멘토가 운영하는 모임으로 이동할 수도 있다. CC코칭모임에서는 진실성과 상호 보안을 약속한다. 코칭모임에서 들은 이야기를 다른 사람에게 알리지 않는 것을 원칙으로 지키고 있다. CC코칭모임은 비영리단체인 '바톤터치'에서 파견하는 코치진과 CC클래스에서 자체 위촉한 코치들이 활동하고 있다. CC코치는 주로 사업의 성공경험을 가진 현직 및 전직 경영자나 기업 임원들이 자원봉사로 참여하고 있다.

## 운영 주체
CC클래스는 사단번인 바른경영실천연합과 경영컨설팅기업인 가인지캠퍼스가 공동으로 진행하고 있다.  가인지캠퍼스는 UNDER-100에 특화된 경영 컨설팅 기업이다. 가인지경영을 핵심 방법론으로 컨설팅을 하고 있으며 CC클래스 외에 정다운 이사회, 가인지경영MBA, 비전워크샵, 피드백코칭워크샵, 가인지워크샵 등의 일반 과정을 운영하고 있으며, 경영 컨설턴트를 기업에 직접 파견하여 상주하는 방식으로 컨설팅을 수행하는 기업이다. 사단법인 바른경영실천연합은 2018년에 설립된 비영리단체로 '다음 세대의 경영자를 세워 비즈니스 세계를 변화시킨다'는 사명으로 바른경영실천방법의 보급, 다음 세대의 경영자를 양성하는 일에 봉사하는 단체이다.